# Džem
Džem je proizvod dobijen ukuvavanjem svežih, smrznutih ili poluprerađenih hemijski konzervisanih plodova uz dodatak šećera, pektina i kiselina. Karakteristika ovog proizvoda je što sadrži cele ili komade plodova u ujednačeno želiranoj masi, bez izdvajanja tečnog dela. Za proizvodnju džema naročito su pogodne koštičave vrste voća (šljiva, višnja, trešnja, kajsija i breskva), ali se kvalitetan džem može dobiti i od jagodičastih vrsta voća (malina, jagoda, ribizla). 
Plodovi namenjeni proizvodnji džema moraju da budu potpuno zreli sa razvijenim sortnim karakteristikama i zdravi. Dobro skuvan džem ima boju, ukus i miris voća od koga je proizveden. To se postiže pridržavanjem recepture i postupka pri kuvanju.

## Recept i način pripreme
Na 1 kg (1 litar) pripremljenog voća obično dodajemo:
- 0,8 do 1 kg šećera, od čega deo (oko 0,2 kg) dodamo pomešan sa želatinom;
- 40 g želatina u prahu (od 20 do 80 g);
- 2 do 4 g limunske kiseline, zavisno od kvaliteta voća.

Tokom kuvanja navedene količine obično ispari od 0,45 do 0,55 l vode.

### Kuvanje džema
Džem se spravlja na sledeći način:
- celo, isečeno ili delimično ispasirano voće (obično 1 kg) u šerpi se zalije s malo vode i kuva se 10-15 minuta;
- doda se želatin, dobro promešan sa petostruko većom količinom šećera i kuva se još 1 do 2 minuta;
- doda se ostatak šećera, pomešan sa limunskom kiselinom, i kuva se 3 do 6 minuta od početka ključanja;
- tokom kuvanja odstranjujemo penu šupljikavom kašikom;
- izvršimo probu da li je džem dovoljno gust i pošto utvrdimo da je skuvan, sipamo ga u tegle.

Sadržaj suve materije gotovog proizvoda treba da je najmanje 67%, a kiselost 0,8-1%.

Zbog moguće pojave plesnivosti na površini džema, mora se voditi računa o temperaturnim uslovima. Temperatura proizvoda u momentu punjenja, odnosno zatvaranja ambalaže ne bi smela da je ispod 80 °.

## Vrste džemova

### Niskoenergetski džem
Pored klasičnog džema sa sadržajem suve materije 67-70%, džem može da se proizvede i sa manjom količinom šećera. Smanjivanjem količine šećera smanjuje se energetska vrednost, a učešće voća proporcionalno ostaje isto.
Za njegovo spremanje primenjujemo prethodni postupak, ali sa upola manjom količinom šećera i duplo večom količinom pektina.
Sadržaj suve materije niskoenergetskog džema je oko 30%.

### Džem za dijabetičare
Ova vrsta je veoma slična niskoenergetskom džemu. Od njega se razlikuje što se kao zaslađujuće sredstvo, u zamenu za saharozu, koristi sorbitol i fruktoza, u mešavini ili pojedinačno. Takođe, kao zaslađujuća komponenta može da se upotrebi i petovalentni alkohol ksilitol.
Kao želirajuće sredstvo može da se upotrebi niskoesterifikovani pektin uz dodatak kalcijum-jona ili poznato sredstvo za zgušnjavanje - karagen.

## Slični proizvodi

### Pekmez
Pekmez se dobija ukuvavanjem pasiranog ili nepasiranog voća, bez ili uz dodatak izvesne manje količine šećera. Količina šećera koju je dozvoljeno dodati u pekmez iznosi najviše do 25% u odnosu na ukupnu količinu voća. Potrebna konzistencija se postiže koncentrisanjem, bez dodatka sredstava za želiranje.
Naziv pekmez se uglavnom odnosi na proizvod dobijen od šljive sorte požegača. Ova sorta je bogata u šećeru, a osim toga ima veoma povoljan odnos šećera i kiselina, što omogućava dobijanje dobrog proizvoda bez ikakvih dodataka. Da bi se dobio ukusan i kvalitetan proizvod, neophodno je odabrati dobro zrele i zdrave plodove. Pravi se od neljuštenih plodova šljive. Antocijani iz pokožice omogućavaju da se dobije tamna (ljubičasto-crna) boja pekmeza, koja je karakteristična i koja se često posebno i traži.

### Marmelada
Marmelada se pravi od voćne kaše i šećera sa dodacima. Ne sadrži komadiće voća, ima čvrstu konzistenciju, pa se može seći. Najviše se koristi za punjenje torta i kolača. Proizvodi se od svih vrsta voća, a naročito od voća koje istovremeno dozreva. Za marmeladu se može koristiti i manje kvalitetno voće, nedozrelo i prezrelo, ali zdravo.
Marmelada može da bude od:
- jedne vrste voća - fine marmelade (od breskve, kajsije, kupine, ribizle itd.),
- više vrsta voća - mešane marmelade.

U engleskom rečniku termin "marmalade" odnosi se obično na džem napravljen od kiselih narandža nazvani "Seville Orange", a može biti od drugih citrusnih voća. U pripremu engleske marmelade, potrebno je kuvati iseckanu koru i isceđeni sok od kiselih narandža sa dodatom vodom nekoliko sati da bi se kora omekšala. Zatim kuvanja doda se šećer po meri, obično za svaku kilu narandža doda se dva kila šećera, i smesa se dokuva dok ne stigne marmelada do koncentracije da bi mogla stegnuti na sobnoj temperaturi. Pošto Seville narandže, i ostalih citrusnih voća, su bogate pektinom, obično nije potrebno dodati nikakav sastojak za želiranje mase.

### Slatko
Slatko je proizvod koji sadrži cele ili komade plodova u gustom šećernom sirupu. Konzervisano je visokim sadržajem šećera, a konzumira se u malim količinama zajedno sa sirupom kao visokoenergetska poslastica.
Može da se proizvodi od više vrsta voća, ali se naročito pogodnim smatraju trešnja, višnja i šljiva od koštičavih, a jagoda, malina i kupina od jagodičastih vrsta. Za postizanje što prijatnije arome, što se kod slatka posebno ceni, koriste se aromatični začini kao što su vanila, limun, list rozetle, oraščić i sl.

## Varijacije

### Čeong
Čeong je naziv za razne zaslađene namirnice u obliku sirupa, marmelada i voćnih konzervi u korejskoj kuhinji. Koristi se kao osnova za čaj, kao zamena za med ili šećer u kuvanju i kao začin.
Postoje tečne varijante kao što je mesil-čeong (sirup od šljiva), varijante poput džema kao što je juha-čeong (juha marmelada), i konzervirane sorte kao što je mogva-čeong (konzervirana dunja).

### Čatni
Čatni je poslastica indijskog porekla napravljena od voća, začina i bilja. Iako su prvobitno bila namenjeni za jelo ubrzo nakon pripreme, moderni čatniji se često prave za prodaju, te su im potrebni konzervansi - često šećer i sirće - kako bi se obezbedio odgovarajući rok trajanja. Mango čatni, na primer, je mango redukovan sa šećerom.

### Konfi
Konfi, prošli glagolski prilog francuskog glagola confire, „sačuvati“, primenjuje se na konzerviranje mesa, i na voće ili povrće začinjeno i kuvano sa medom ili šećerom do džema. Slani konfi, poput onih napravljenih sa belim lukom ili komorača, mogu zahtevati ulje, kao što je devičansko maslinovo ulje, kao konzervans.
Konfit (afrikans: „džem“ ili „voćni konzervat“) je vrsta džema koji se jede u južnoj Africi. Pravi se kuvanjem odabranog voća ili voća (kao što su jagode, kajsije, pomorandže, limun, lubenica, bobičasto voće, breskve, bodljikave kruške ili drugo) i šećera, a po želji se dodaje malo đumbira za poboljšanje ukusa. Poreklo termina je nejasno, ali se pretpostavlja da je došao iz francuskog jezika. Ova reč je takođe zasnovana na francuskom terminu confiture preko holandskog confident (što znači kandirano voće).

### Kompot
Kompot, ili džem od celog voća, je prezervativ od voća dinstanog u šećeru. Tradicionalna konzervisana jela od celog voća su posebno popularna u istočnoj Evropi (Rusija, Ukrajina, Belorusija) gde se zovu varenje, Baltičkom regionu gde su u svakoj od zemalja poznati po izvornom imenu (литв. uogienė, рум. dulceață), kao i u mnogim regionima zapadne, centralne i južne Azije, gde se nazivaju maraba. U jugoistočnoj Evropi se pravi još jedna verzija koja se zove slatko. U Grčkoj se takve poslastice nazivaju slatkišima na kašiku i obično se nude gostima, uz čašu vode, kao gest gostoprimstva. Izvan ovog geografskog regiona, konzerve od celog voća poznate su u Francuskoj kao konfiture.
Pravljenje kompota može biti teže od pravljenja standardnog džema; to zahteva kuvanje ili ponekad namakanje voća u vrućoj mešavini šećera tek toliko da se omogući da se aroma iz voća izvuče i da šećer prodre u njega, ali ne toliko dugo da se voće razbije i postane tečno. Ovaj proces se takođe može postići tako što se suvi šećer nanese na sirovo voće u slojevima, i ostavi nekoliko sati da prodre u voće i istopi vodu, a zatim se zagreva dobijena mešavina da se dovede samo do izvesne tačke. Kao rezultat ovog minimalnog kuvanja, neki plodovi nisu posebno pogodni za kompotiranje, jer zahtevaju duže kuvanje da bi se izbegle poteškoće kao što su tvrda kora i kvarenje. Među ovim voćem su ribizla i ogrozd, kao i brojne šljive.
Zbog ovog kraćeg perioda kuvanja, iz voća se neće osloboditi toliko pektina, a samim tim kompot, posebno ako je kuvan kod kuće, ponekad će biti nešto mekši od nekih džemova.
Postoji alternativna definicija kompota: konzervisana hrana napravljena od mešavine voća ili povrća. Konzervisana hrana u ovom smislu mogu takođe uključivati sušeno voće ili orašaste plodove.

## Spoljašnje veze
- Pekmez, džem ili marmelada
- Pravilnik o kvalitetu voćnih džemova, želea, marmelade, pekmeza i zaslađenog kesten pirea
- Kako se pravi džem
- Recepti za džemove, pekmeze i slatka